# Арык-Тейит
Арык-Тейит (кирг. Арык-Тейит) — село в Ноокатском районе Ошской области Кыргызстана. Входит в состав Кулатовского айылного аймака.

## География
Село расположено в западной части области, на берегу арыка Коджо-Арык, на расстоянии приблизительно 25 километров (по прямой) к западо-юго-западу от города Ноокат, административного центра района.

## История
Населённый пункт получил статус села согласно Закону Кыргызской Республики "Об отнесении некоторых населённых пунктов Баткенской, Джалал-Абадской, Нарынской и Ошской областей Кыргызской Республики к категории айыла (села)" от 21 апреля 2020 года.

## Население
Согласно оценочным данным Национального статистического комитета Кыргызской Республики, численность населения села на начало 2023 года составляла 1366 человек.
| год     | 2021 | 2023 |
| ------- | ---- | ---- |
| человек | 1320 | 1366 |

## Инфраструктура
В Арык-Тейите имеются: средняя школа, школа-интернат, детский сад, 2 мечети, чайхана, 7 магазинов, пекарня, спортивный комплекс, мельница, убойный цех, баня, больница, фельдшерско-акушерский пункт и аптека.